# هوف، آلمان
شهر هوف، آلماندر ایالت بایرن در کشور آلمان واقع شده‌است.